# Ferenc Keserű
Ferenc Keserű (né le 27 août 1903, mort le 16 juillet 1968) est un joueur de water-polo hongrois, médaille d'argent olympique en 1928 et champion olympique en 1932.
Il participe à 3 Jeux olympiques avec son frère Alajos Keserű.
- CIO
- Comité olympique hongrois
- Olympedia